# Romedal
Romedal är en tätort i Stange kommun i Innlandet fylke i östra Norge. Orten har tidigare utgjort centralort i dåvarande Romedals kommun i Hedmark fylke.